# Svetovni dan prosto živečih živalskih in rastlinskih vrst
Generalna skupščina Združenih narodov (ZN) je konec leta 2013 razglasila 3. marec za Svetovni dan prosto živečih živalskih in rastlinskih vrst.
Na ta dan je bila leta 1973 v Washingtonu sprejeta Konvencija o mednarodni trgovini z ogroženimi prosto živečimi živalskimi in rastlinskimi vrstami (CITES).